# Distrito electoral de Lockridge (condado de York, Nebraska)
Lockridge (en inglés: Lockridge Precinct) es un distrito electoral ubicado en el condado de York en el estado estadounidense de Nebraska. En el Censo de 2010 tenía una población de 243 habitantes y una densidad poblacional de 2,7 personas por km².

## Geografía
Lockridge se encuentra ubicado en las coordenadas 40°55′18″N 97°39′31″O / 40.92167, -97.65861. Según la Oficina del Censo de los Estados Unidos, Lockridge tiene una superficie total de 89.93 km², de la cual 89.78 km² corresponden a tierra firme y (0.16%) 0.15 km² es agua.

## Demografía
Según el censo de 2010, había 243 personas residiendo en Lockridge. La densidad de población era de 2,7 hab./km². De los 243 habitantes, Lockridge estaba compuesto por el 97.53% blancos, el 0.82% eran afroamericanos, el 0% eran amerindios, el 0% eran asiáticos, el 0% eran isleños del Pacífico, el 0.41% eran de otras razas y el 1.23% pertenecían a dos o más razas. Del total de la población el 0.41% eran hispanos o latinos de cualquier raza.